# お玉・幸造夫婦です
『お玉・幸造夫婦です』（おたま・こうぞうふうふです）は、1994年7月7日から9月22日まで日本テレビ系列で毎週木曜21:00 ‐ 21:54（JST）に放送されたテレビドラマ。

## 概要
前年に政界を引退したハマコーこと浜田幸一が、俳優として出演した最初の作品である。視聴率は8％前後と低迷したが、浜田の素人演技と設定の突飛さ（元相撲取りという設定）もあってか一部視聴者の関心を集め、近年はスカパーで再放送されるほどのカルト的な人気作品となっている。 
アニメプロデューサーとして知られる諏訪道彦が唯一手掛けた実写ドラマ宣伝広報作品。当時の諏訪はレギュラー担当していた自社制作アニメ作品がなかったため、東京支社編成部でプロデューサー以外の仕事も切々とこなしていたという。なお、諏訪は本作終了後の同年10月にスタートした『魔法騎士レイアース』から再びアニメプロデューサーに復帰している。

## キャスト
- 音無玉子：八千草薫
- 音無サトル：本木雅弘
- 井上しのぶ：藤あや子
- 浜田牧子：秋本奈緒美
- 緒方義大：でんでん
- 小森加代：三浦理恵子
- 立石千代治：中村嘉葎雄
- セツ：森光子（特別出演）
- 浜口幸造：浜田幸一

## スタッフ
- 脚本：松原敏春、水谷龍二
- 演出：久世光彦、三輪源一、藤井裕也
- 企画：鶴橋康夫
- プロデューサー：梅渓通彦、池端俊二、三浦寛二
- 番宣：諏訪道彦、菱田千佳[1][3]
- 音楽：小林亜星
- 制作：よみうりテレビ、カノックス

## 主題歌
- オープニング：「メリー・ウィドー・ワルツ」（作曲：レハール）
- エンディング：「花のワルツ」（歌：藤あや子／作詞：たかたかし／作曲：徳久広司／編曲：南郷達也／レーベル：ソニーレコード）

## サブタイトル
1. 美女と野獣
2. ミイラとりがミイラ
3. 魔女の土俵入り
4. 娘たちの陰謀
5. やきもちゲーム
6. ラブホテルの秘密
7. 過去からの誘惑
8. 屋根裏の逃亡者
9. 愛と嵐の相撲大会
10. 悪魔のくちづけ
11. 愛を逮捕
12. 離婚届と婚姻届